# District d'Angleterre

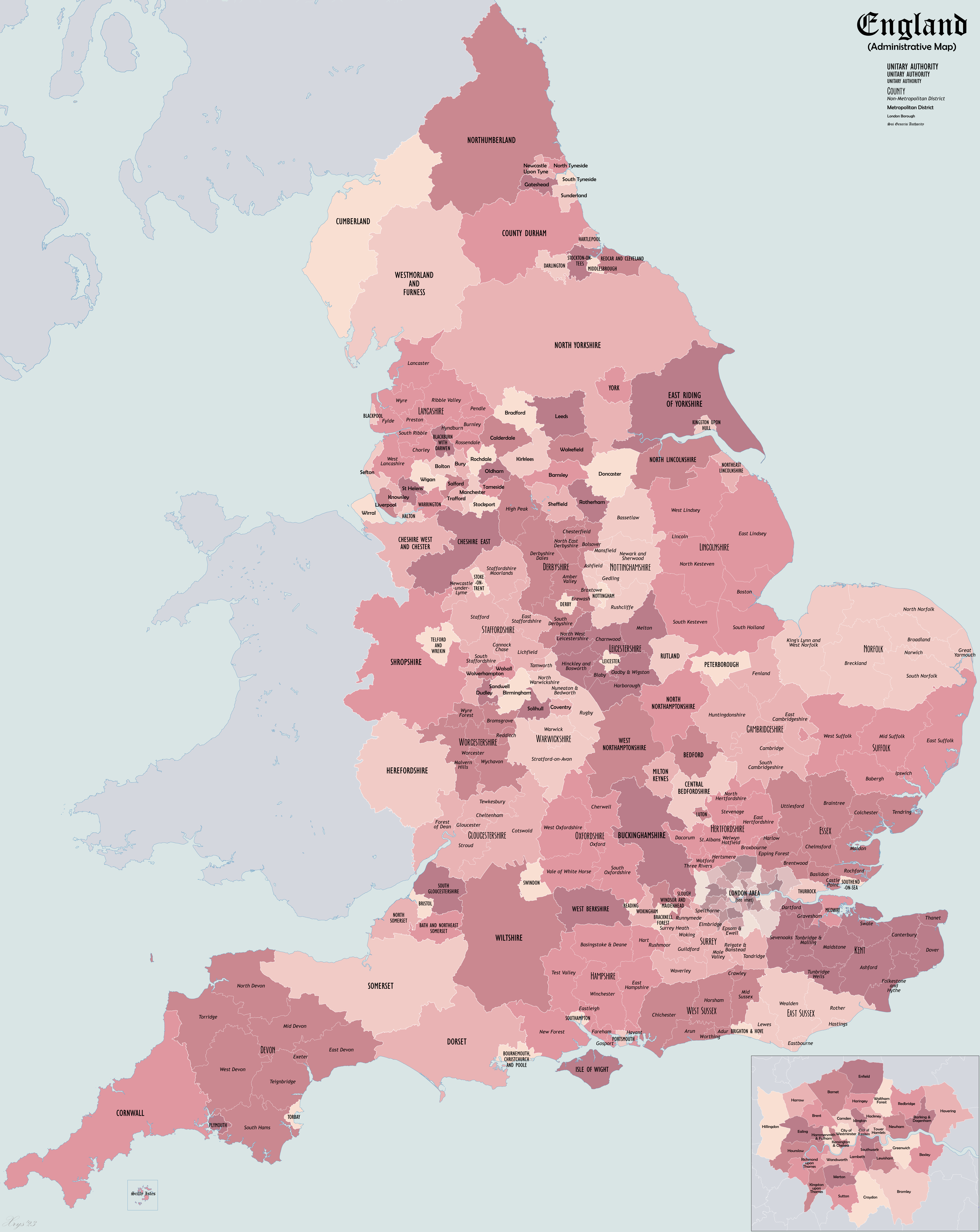
Carte administrative de l'Angleterre.

En Angleterre, les districts sont l'un des niveaux de subdivision du pays. La structure des circonscriptions locales n'étant pas uniforme, il existe quatre types principaux de districts. Il existe au total 326 districts : 36 districts métropolitains (en anglais, metropolitan boroughs), 32 districts londoniens (London boroughs), 201 districts non métropolitains (non-metropolitan districts), 55 autorités unitaires (unitary authorities), ainsi que la Cité de Londres et l'archipel des Sorlingues, qui sont également des districts mais n'entrent pas dans les catégories précitées.
Certains districts sont appelés boroughs, cities ou royal boroughs. Ces titres sont honorifiques et n'ont pas d'incidence sur le statut des districts. Tous les boroughs et cities, et quelques districts ont à leur tête un maire (mayor) qui dans la plupart des cas est une personnalité sans pouvoir politique élue par le conseil de district. Cependant, depuis la réforme des gouvernements locaux, il existe parfois un maire élu directement qui prend la plupart des décisions politiques à la place du conseil.

## Histoire
Avant l'introduction des districts, l'unité de base de l'administration locale en Angleterre est la paroisse civile, tandis que les Hundreds sont l'unité administrative courante entre la paroisse et le comté. En 1834, les paroisses sont regroupées en Poor Law Unions. Ces territoires sont ensuite utilisés pour le recensement. En 1894, sur la base de ces subdivisions, le Local Government Act crée les districts urbains et les districts ruraux, subdivisions des comtés administratifs créés en 1889. Une autre réforme crée en 1900 28 districts métropolitains, subdivisions du comté de Londres.
La mise en place de la structure actuelle des districts commence an 1965, lorsque le Grand Londres et ses 32 districts londoniens sont créés. Ils sont le plus ancien type de districts encore en usage. En 1974, les comtés métropolitains et non-métropolitains sont créés dans le reste de l'Angleterre et sont divisés en districts métropolitains et non-métropolitains. Les statuts des districts londoniens et des districts métropolitains changent en 1986. Ils absorbent les fonctions et certains pouvoirs des conseils de comtés métropolitains et du Greater London Council, qui sont abolis. À Londres, le pouvoir est désormais de nouveau partagé, mais sur une base différente, avec la Greater London Authority.
Durant les années 1990, une nouvelle catégorie de districts est créée, l'autorité unitaire, qui rassemble les compétences et statuts du comté et du district.

## Districts métropolitains
Les districts métropolitains sont une subdivision du comté métropolitain. Ils sont semblables aux autorités unitaires, dans la mesure où les conseils de comtés métropolitains ont été abolis en 1986. La plupart des pouvoirs des conseils de comté ont été transférés aux districts, mais certains services sont organisés par des organisations mixtes. Les districts ont généralement une population comprise entre 174 000 et 1,1 million d'habitants.

## Districts non-métropolitains
Les districts non-métropolitains (également appelés shire districts) sont des autorités de second rang, qui partagent le pouvoir avec les conseils de comté. Ils sont des subdivisions des comtés non métropolitains (ou shire counties) et la plus courante des formes de districts. Leur population est généralement comprise entre 25 000 et 200 000 habitants.
Dans ce système à deux niveaux, les conseils de comté sont responsables de certains services locaux, comme l'éducation, les services sociaux, les routes, tandis que les conseils de districts sont compétents pour la collecte des déchets, la planification locale et l'habitat à loyer modéré.
Le nombre de districts non-métropolitains a varié dans le temps. Il y en avait initialement 296. Après la création des autorités unitaires dans les années 1990 et 2000, leur nombre est descendu à 201.

## Autorités unitaires
Les autorités unitaires sont des districts chargés de l'organisation de tous les services locaux sur leur territoire, rassemblant les compétences du comté et du district. Ils ont été créés au milieu des années 1990 à partir des districts non-metropolitains et couvrent souvent des grandes villes car ce système est jugé plus efficace qu'une structure à deux niveaux. En outre, certains des comtés les plus petits comme le Rutland, le Herefordshire et l'île de Wight sont des autorités unitaires. Il y a au total 55 autorités unitaires, dont les 9 ajoutées en 2009.
Les autorités unitaires sont en réalité une forme légèrement modifiée de district non-metropolitain. La plupart prennent la forme d'un comté contenant un seul district, avec un conseil de district mais pas de conseil de comté. Le Berkshire fait exception : c'est un comté non-métropolitain sans conseil de comté et comptant six autorités unitaires. Les Cornouailles, Durham, l'île de Wight, le Northumberland, le Shropshire et le Wiltshire sont établis comme des comtés avec un seul district, mais ont des conseils de comtés non-metropolitains, et pas de conseil de district. En pratique, cela fonctionne de la même manière que les autorités unitaires.

## Districts londoniens
Les districts londoniens sont des subdivisions du Grand Londres. Ils ont été créés en 1965. Entre 1965 et 1986, une structure à deux niveaux a existé dans le Grand Londres. Les districts partageaient le pouvoir avec le Grand Londres. Lorsque ce dernier a été aboli en 1985, les districts ont obtenu un statut similaire aux autorités unitaires. En 2000, la Greater London Authority a été créée. Une structure à deux niveaux est ainsi restaurée, avec cependant un changement de la répartition des pouvoirs et des responsabilités.

### Source de la traduction
- (en) Cet article est partiellement ou en totalité issu de l’article de Wikipédia en anglais intitulé « Districts of England » (voir la liste des auteurs).